# A State of Trance 2014
A State of Trance 2014 é o décimo primeiro álbum de estúdio da série A State of Trance mixado e compilado pelo DJ holandês Armin van Buuren. Foi lançado no dia 28 de Março de 2014, pela Armada Music.

## Listagem completa
Disco Um (On the Beach - Na praia)
| No. | Título                                                 | Artista                       | Tempo de Duração |
| --- | ------------------------------------------------------ | ----------------------------- | ---------------- |
| 1.  | "Medusa [Intro Remix]"                                 | Adam Szabo & Willem de Roo    | 4:32             |
| 2.  | "Burn the Sun (feat. Nanje Nowack)"                    | Tommy Johnson                 | 3:56             |
| 3.  | "My Heaven (feat. Natalie Gioia)"                      | Alex M.O.R.P.H.               | 3:38             |
| 4.  | "Athena"                                               | Dart Rayne & Yura             | 2:58             |
| 5.  | "Once Lydian"                                          | Andrew Bayer                  | 4:18             |
| 6.  | "End of the Road (feat. Jaren) (Hazem Beltagui Remix)" | Aly & Fila                    | 4:55             |
| 7.  | "Forever"                                              | Bogdan Vix & Renee Stahl      | 5:54             |
| 8.  | "Back to You (feat. Christina Novelli) (Wach Remix)"   | Fabio XB & Liuck              | 5:23             |
| 9.  | "Goodbye (feat. Alexandra Badoi)"                      | Andrew Rayel                  | 3:00             |
| 10. | "Haunted (feat. Jano)"                                 | MaRLo                         | 3:32             |
| 11. | "Between Empires"                                      | Soarsweep                     | 4:08             |
| 12. | "Decibels"                                             | Craig Connelly                | 3:25             |
| 13. | "U (feat. Bo Bruce) (Bryan KearneyRemix)"              | Gareth Emery                  | 5:38             |
| 14. | "Music Is More Than Mathematics"                       | Protoculture                  | 4:44             |
| 15. | "Lekker"                                               | Max Graham vs Maarten de Jong | 4:05             |
| 16. | "Destino"                                              | Markus Schulz                 | 4:37             |
| 17. | "RAMelia [Tribute to Amelia]"                          | RAM & Susana                  | 6:19             |
| 18. | "Disco 1 (On the Beach) Full Continuous Mix"           | All Artists                   | 1:15:00          |

Disco Dois (In the Club - No clube)
| No. | Título                                        | Artista                                       | Tempo de Duração |
| --- | --------------------------------------------- | --------------------------------------------- | ---------------- |
| 1.  | "EIFORYA [Intro Mix]"                         | Armin van Buuren & Andrew Rayel               | 5:21             |
| 2.  | "The Late Anthem [Way Too Late Mix]"          | Ørjan Nilsen                                  | 3:49             |
| 3.  | "Quantum"                                     | Alexander Popov                               | 2:54             |
| 4.  | "Phoenix"                                     | Eximinds                                      | 4:09             |
| 5.  | "Empire of Hearts"                            | Gaia                                          | 4:34             |
| 6.  | "Kingdom of Dreams"                           | RAM                                           | 4:18             |
| 7.  | "Mythology [Dimension Remix]"                 | Type 41                                       | 3:01             |
| 8.  | "Visions"                                     | MaRLo                                         | 3:12             |
| 9   | "Oblivion"                                    | Inge Bergmann                                 | 3:46             |
| 10. | "Carthage"                                    | Wach                                          | 3:46             |
| 11. | "New Horizons [A State of Trance 650 Anthem]" | "New Horizons [A State of Trance 650 Anthem]" | 5:06             |
| 12. | "Stole the Sun [Allen & Envy Remix]"          | Dart Rayne & Yura Moonlight and Katty Heath   | 3:17             |
| 13. | "Marathon [Simon O’Shine Remix]"              | Simon O’Shine & Adam Navel                    | 4:45             |
| 14. | "Blackout"                                    | Allen Watts                                   | 4:10             |
| 15. | "Siren’s Song"                                | James Dymond                                  | 2:19             |
| 16. | "Shine"                                       | John Askew                                    | 4:10             |
| 17. | "Save My Night [Allen Watts Remix]"           | Armin van Buuren                              | 5:06             |
| 18. | "Ping Pong"                                   | Armin van Buuren                              | 6:45             |
| 19. | "Disco 2 (In the Club) Full Continuous Mix"   | All Artists                                   | 1:15:00          |